# Felidae
Felidele reprezintă o familie de mamifere carnivore digitigrade, cu corpul zvelt, mlădios, gâtul scurt, capul aproape rotund, botul scurt, cu coada lungă și cu gheare retractile, din care fac parte pisicile, tigrii, leoparzii și leii. Coada lungă le ajută să-și mențină echilibrul atunci când aleargă sau sar. Pe labe au pernuțe moi, care le ajută să se apropie de pradă fără a face zgomot, sau care le ajută la atenuarea șocului produs de cădere. Au mișcări ușoare, auzul și văzul sunt dezvoltate, sunt puternice și agere, adaptate pentru a prinde prada vie. Toate, în afară de leu și ghepard, duc un mod de viață solitar în sălbăticie, dar pot conviețui în grupuri în captivitate.

## Clasificare
În mod tradițional, cinci subfamilii au fost distinse în cadrul familiei Felidae, bazate pe caracteristicile fenotipice: Felinae, Pantherinae, Acinonychinae (Gheparzii), dispăruții Machairodontinae și dispăruții Proailurinae.

### Clasificare genetică
Cercetarea genetică a oferit o bază pentru o clasificare mai concisă a membrilor de viață ale familiei felide pe baza genotipului grupări. Concret au fost identificate opt ramuri genetice:
- Lineage 1: Panthera, Uncia, Neofelis
- Lineage 2: Pardofelis, Catopuma
- Lineage 3: Leptailurus, Caracal, Profelis
- Lineage 4: Leopardus
- Lineage 5: Lynx
- Lineage 6: Puma, Acinonyx
- Lineage 7: Prionailurus, Otocolobus
- Lineage 8: Felis

Ultimele patru ramuri (5, 6, 7, 8) sunt mult mai legate între ele decât oricare dintre primele patru (1, 2, 3, 4), și formează astfel o încrengătură cu subfamilia Felinae a familiei Felidae.

### Specii existente
Mai jos este lista completă a genurilor în cadrul familiei Felidae, grupate în funcție de clasificarea tradițională fenotipică cu ramurile corespunzătoare genotipului indicat:
- FAMILIE FELIDAE[1]
  - Subfamilie Pantherinae
    - Gen Panthera [Ramura 1]
      - Leu (Panthera leo)
      - Jaguar (Panthera onca)
      - Leopard (Panthera pardus)
      - Tigru (Panthera tigris)

    - Gen Uncia [Ramura 1]
      - Leopardul zăpezilor (Uncia uncia)

    - Gen Neofelis [Lineage 1]
      - Leopardul pătat (Neofelis nebulosa)
      - Leopardul pătat de Sundaland (Neofelis diardi)

  - Subfamilie Felinae
    - Gen Pardofelis [Ramura 2]
      - Pisica de marmură (Pardofelis marmorata)

    - Gen Catopuma [Ramura 2]
      - Pisica de Borneo (Catopuma badia)
      - Pisica asiatică aurie (Catopuma temminckii)

    - Gen Leptailurus [Ramura 3]
      - Serval (Leptailurus serval)

    - Gen Caracal [Ramura 3]
      - Caracal caracal

    - Gen Profelis [Ramura 3]
      - Pisica aurie africană (Profelis aurata)

    - Gen Leopardus [Ramura 4]
      - Pisica pantanală (Leopardus braccatus)
      - Colocolul (Leopardus colocolo)
      - Pisica lui Geoffroy (Leopardus geoffroyi)
      - Kodkod (Leopardus guigna)
      - Pisica andină (Leopardus jacobita)
      - Pisica de pampas (Leopardus pajeros)
      - Ocelot (Leopardus pardalis)
      - Oncilla (Leopardus tigrinus)
      - Margay (Leopardus wiedii)

    - Gen Lynx [Ramura 5]
      - Râsul canadian (Lynx canadensis)
      - Râsul eurasiatic (Lynx lynx)
      - Râsul iberic (Lynx pardinus)
      - Râsul roșu (Lynx rufus)

    - Gen Puma [Ramura 6]
      - Pumă (Puma concolor)
      - Jaguarundi (Puma yagouaroundi)

    - Gen Acinonyx[7][Lineage 6]
      - Ghepard (Acinonyx jubatus)

    - Gen Prionailurus [Ramura 7]
      - Pisică leopard (Prionailurus bengalensis)
        - Pisică iriomote (Prionailurus bengalensis iriomotensis)

      - Pisică cu cap plat (Prionailurus planiceps)
      - Pisică ruginie (Prionailurus rubiginosus)
      - Pisică pescar (Prionailurus viverrinus)

    - Gen Otocolobus [Ramura 7]
      - Manul (Otocolobus manul)

    - Gen Felis [Ramura 8]
      - Pisică de munte chineză (Felis bieti)
      - Pisică domestică (Felis catus)
      - Pisică de junglă (Felis chaus)
      - Pisică de nisip (Felis margarita)
      - Pisică cu picioare negre (Felis nigripes)
      - Pisică sălbatică (Felis silvestris)

## Galerie de imagini

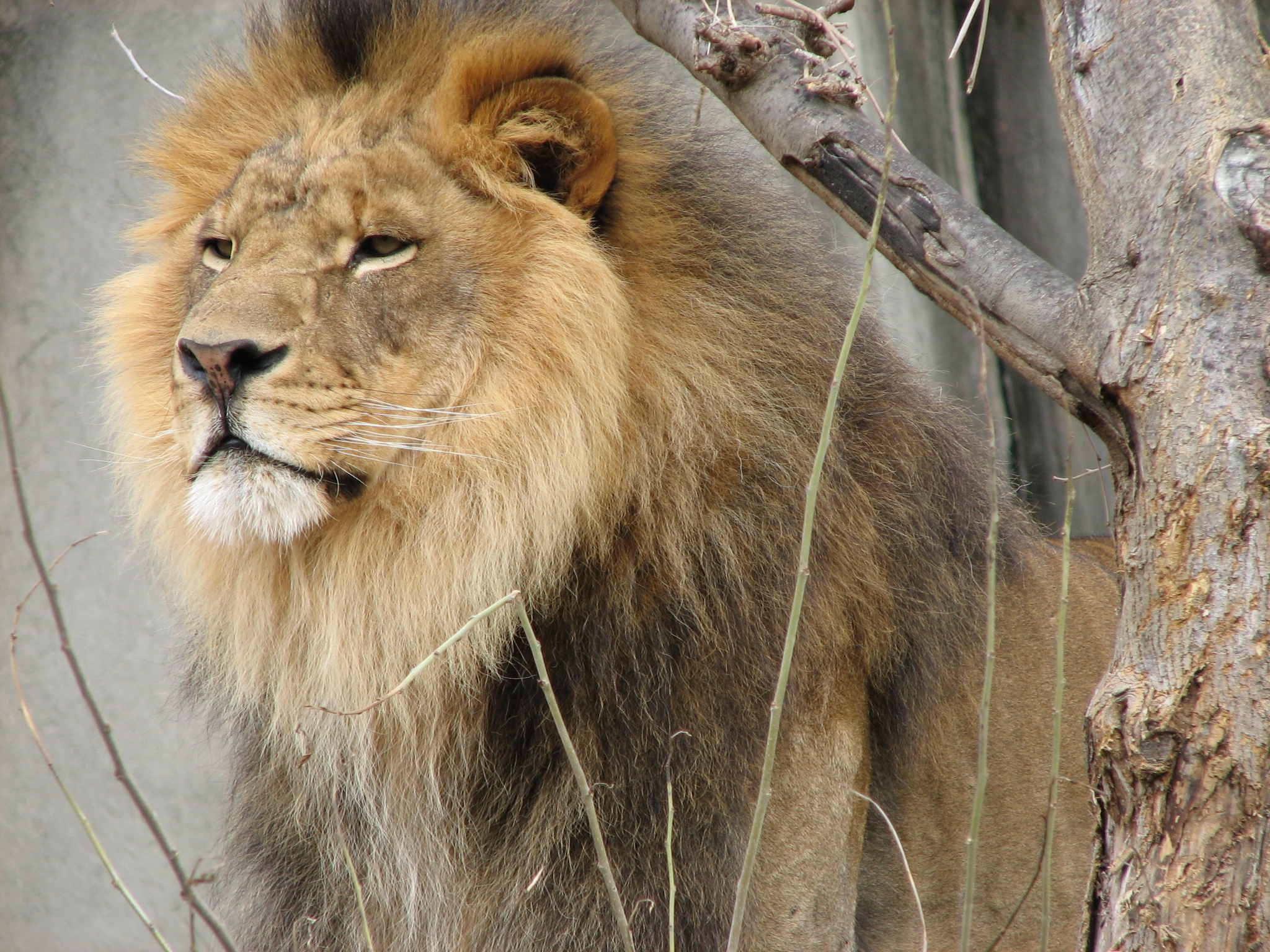
Leu
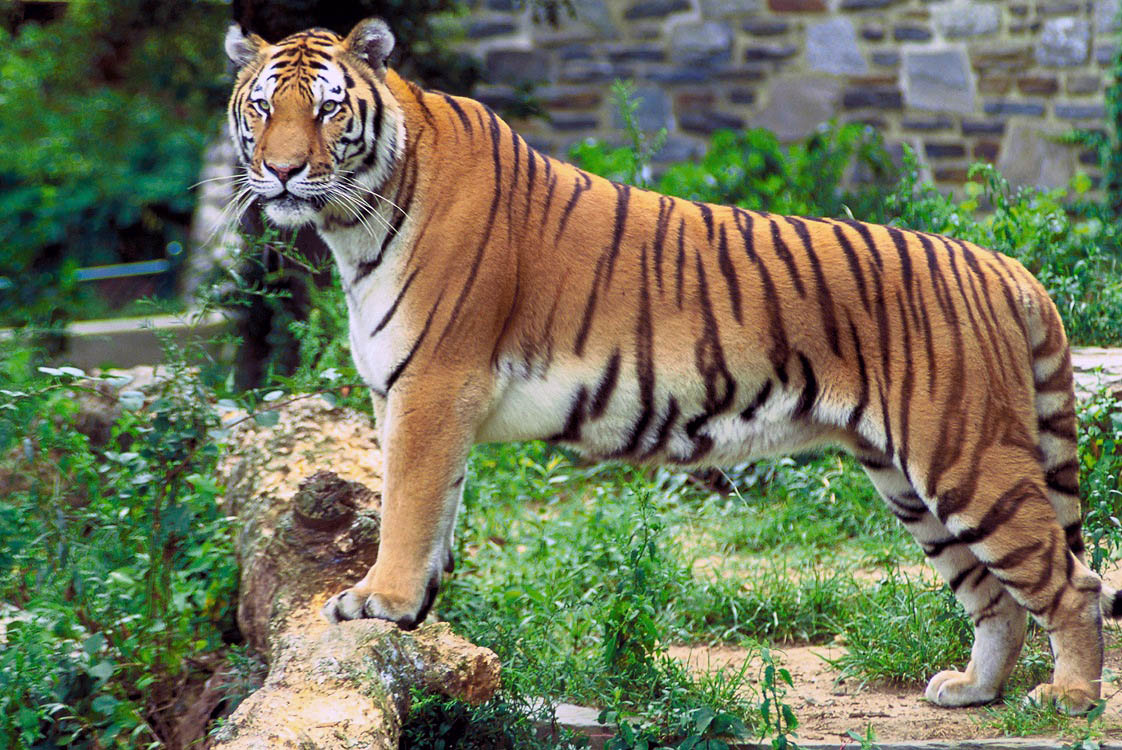
Tigru
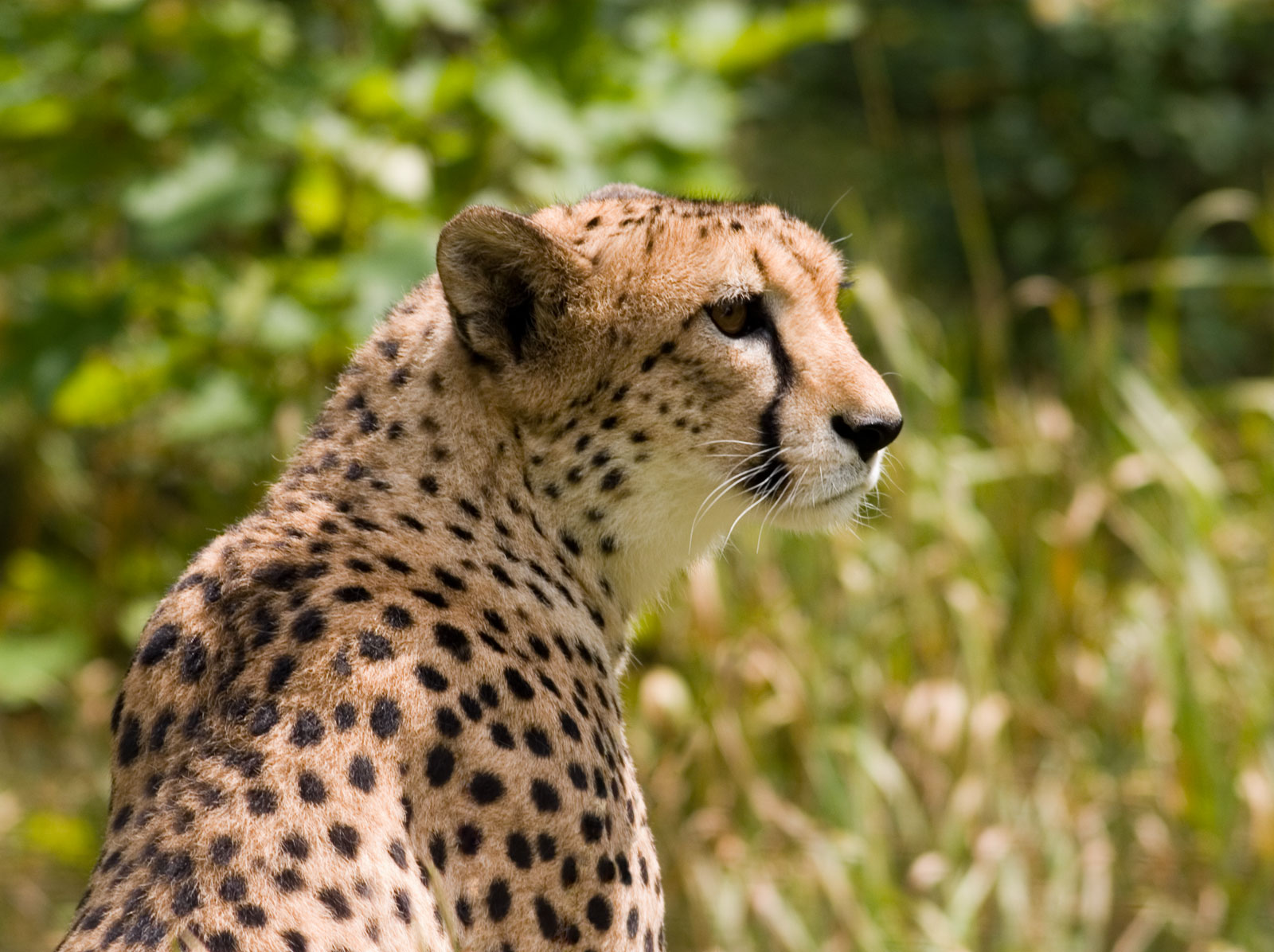
Ghepard
Jaguar
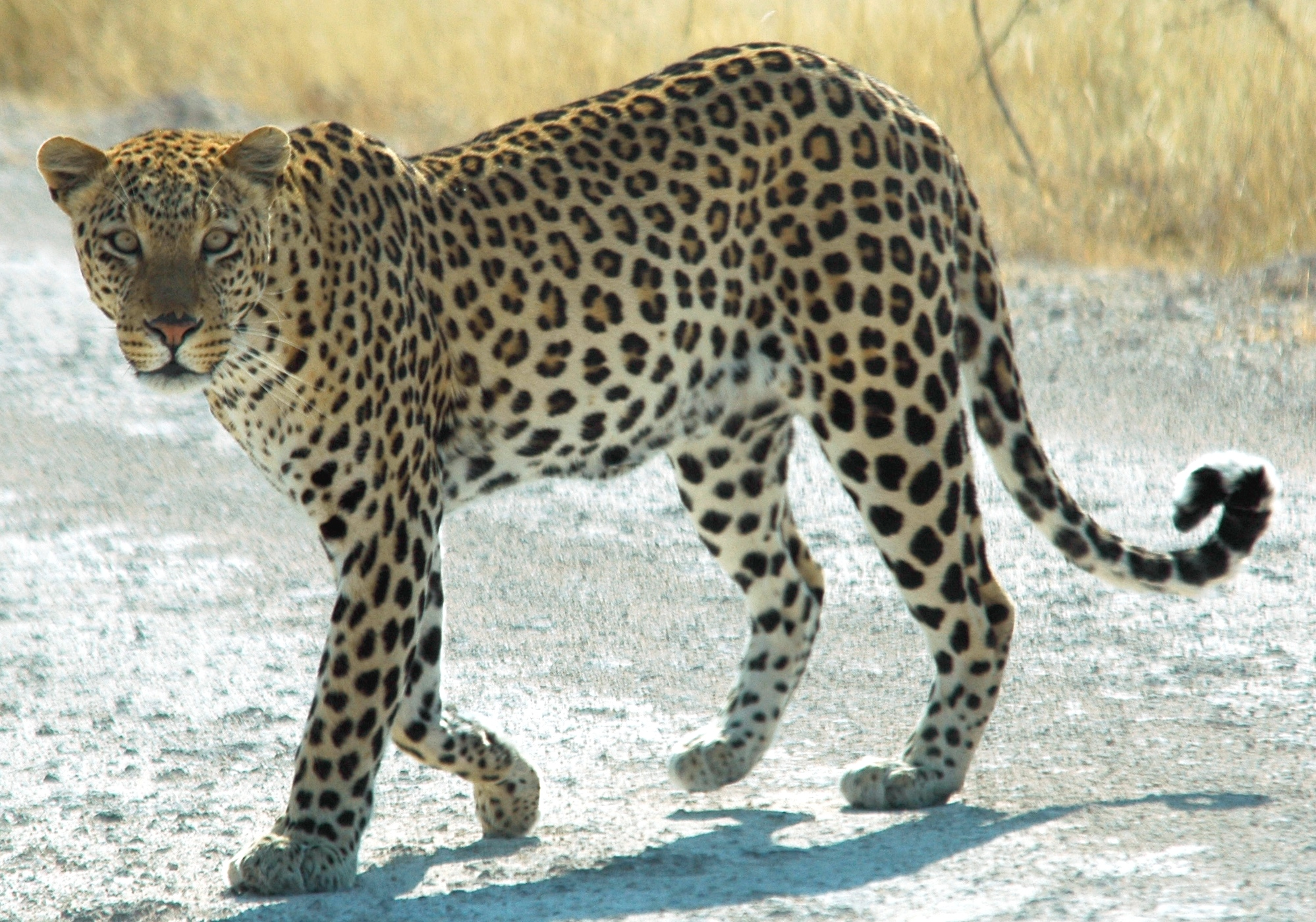
Leopard din Parcul Național Etosha
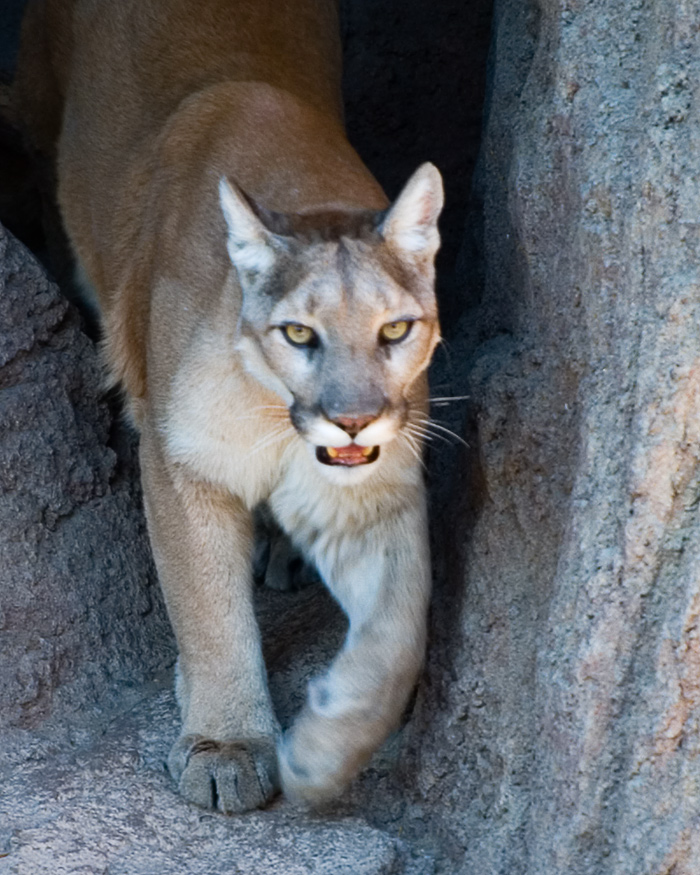
Pumă
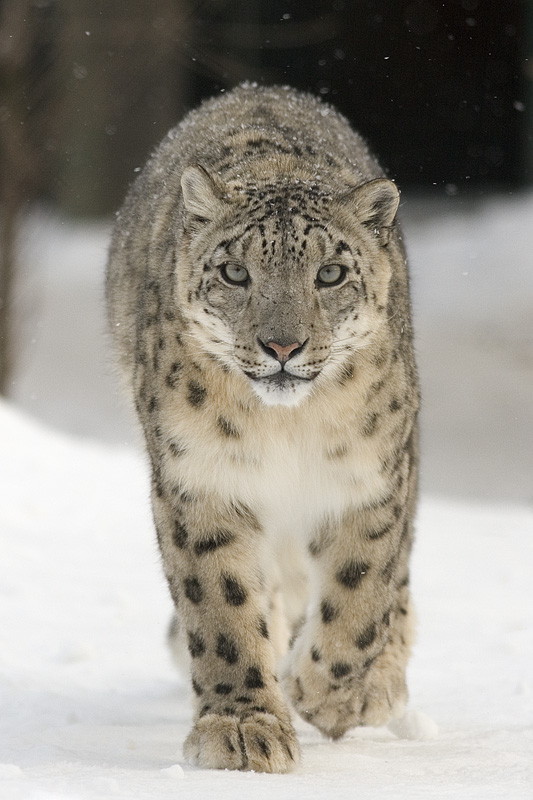
Leopard al zăpezilor
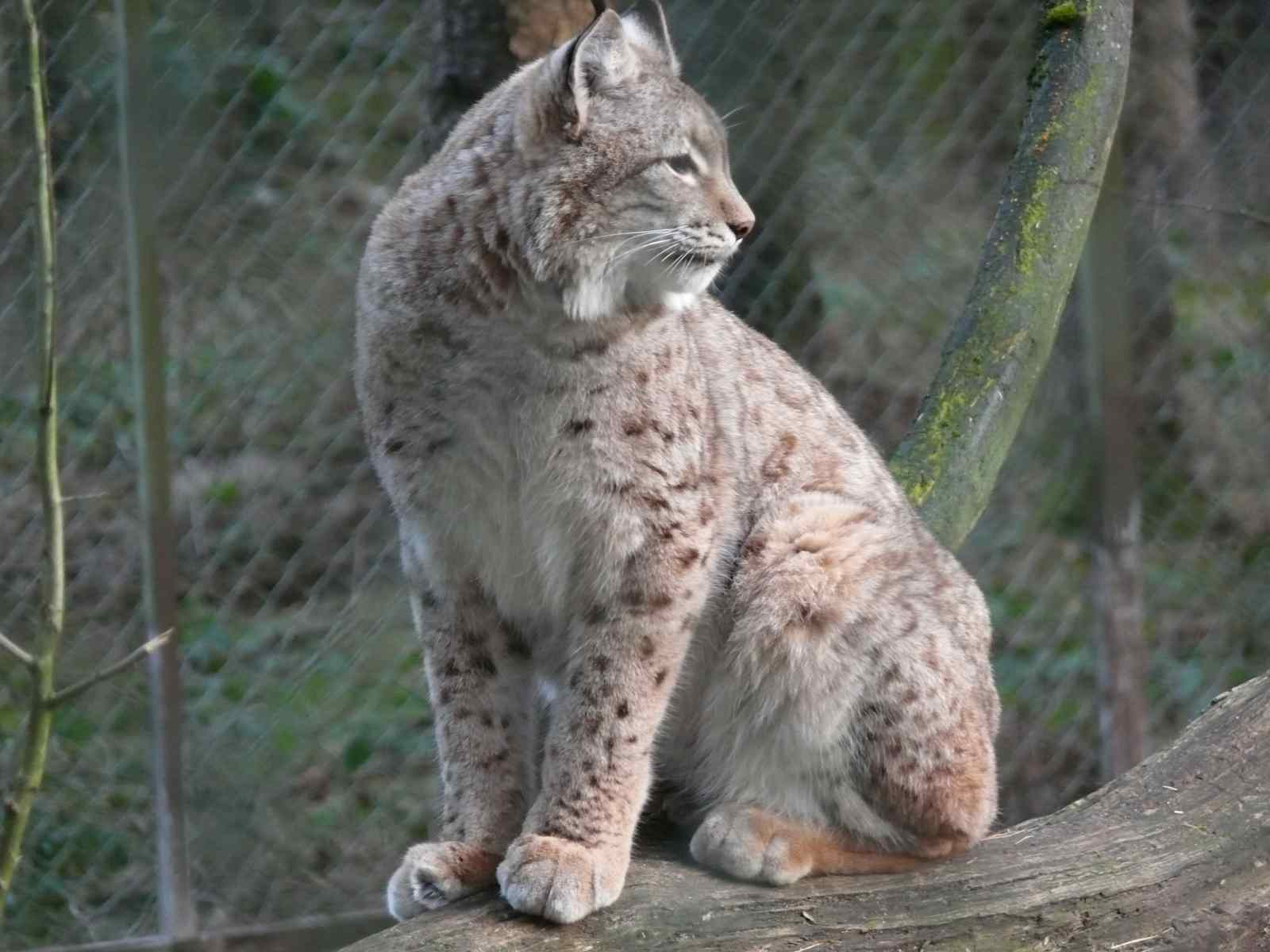
Râs eurasiatic
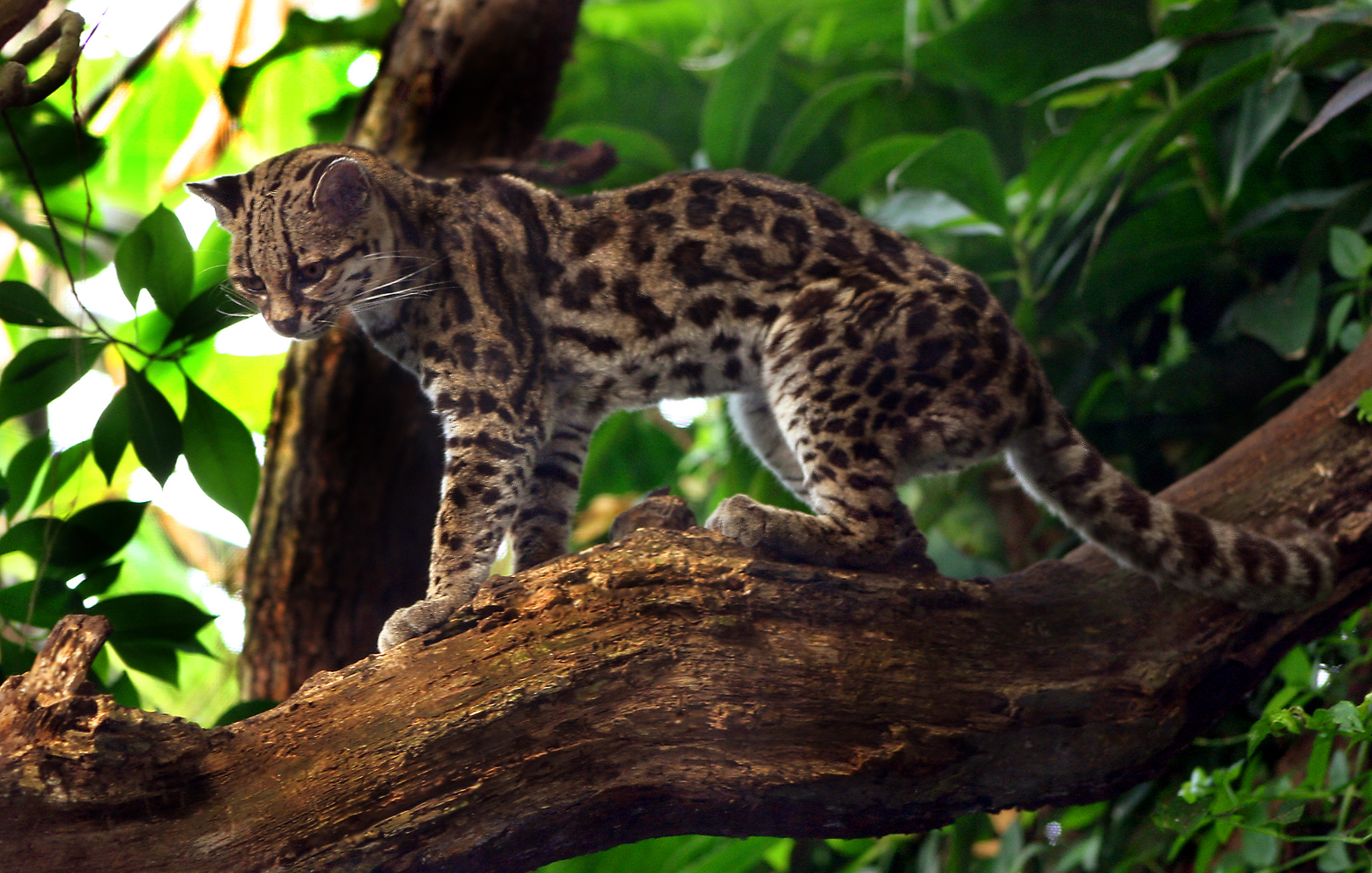
Leopardus wiedii
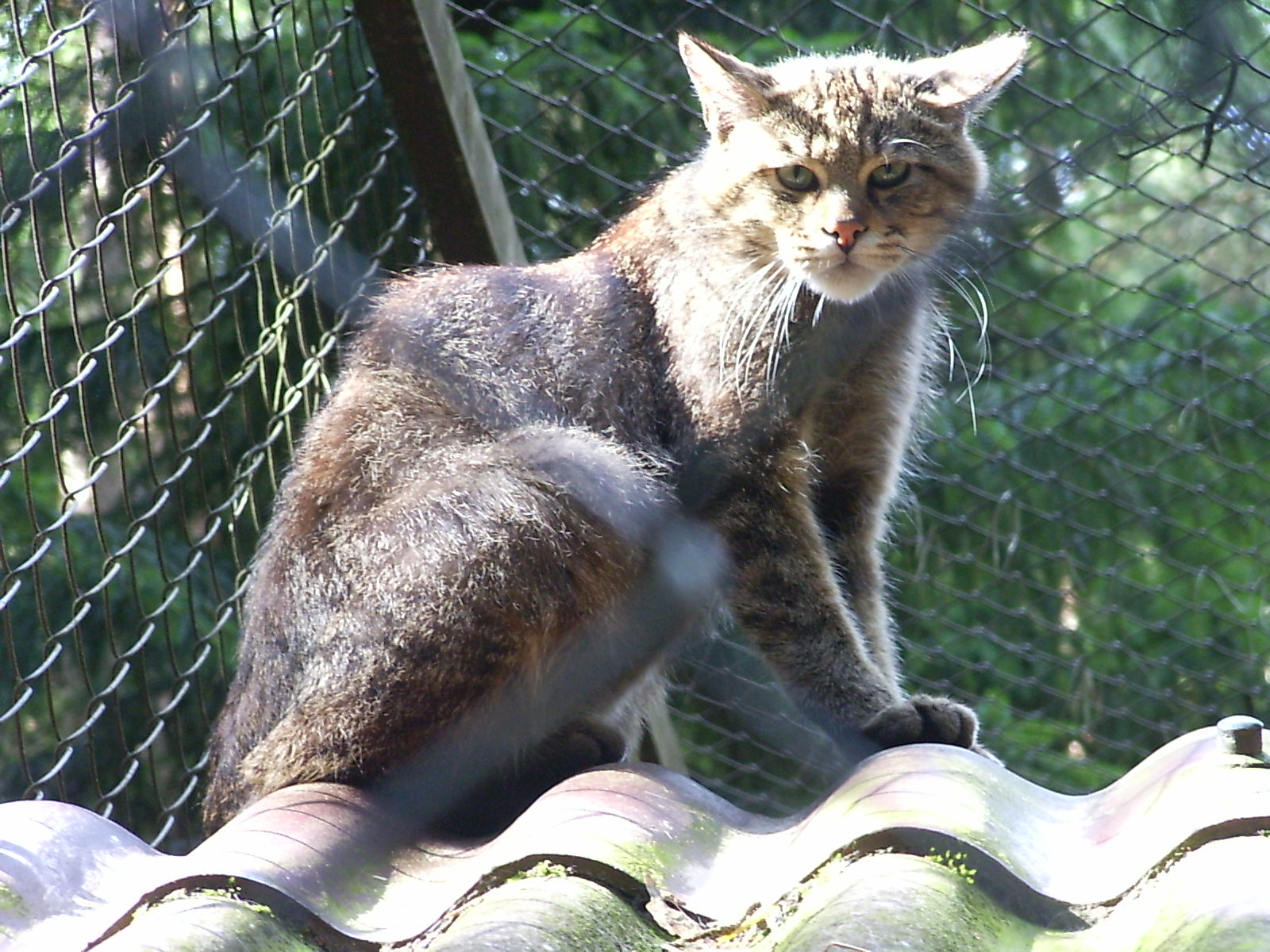
Pisică sălbatică
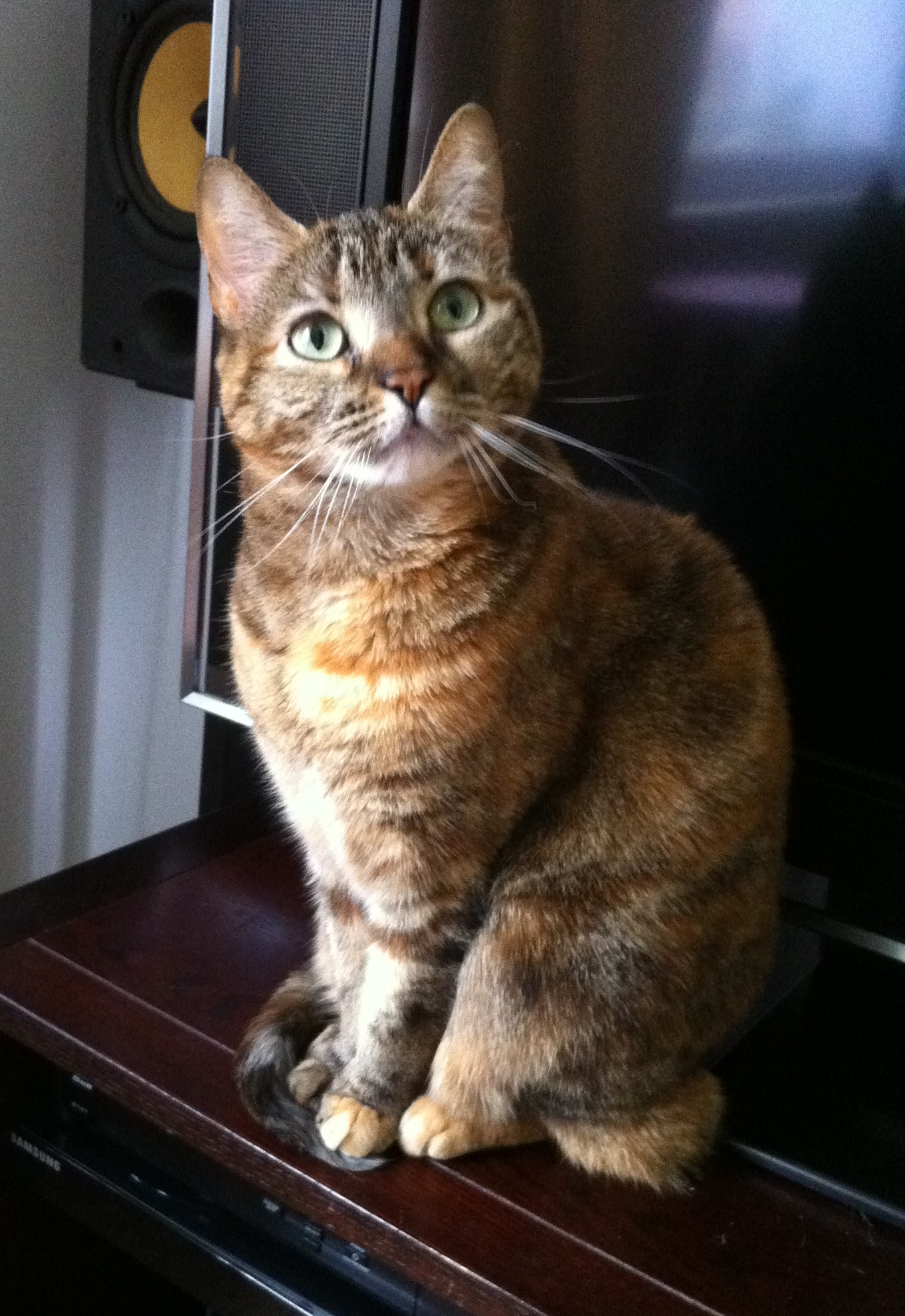
Pisică domestică